# Fuego al universo
Fuego al universo es el segundo y último trabajo discográfico de estudio, perteneciente a la banda de rock argentino, llamada Marilina Connor Questa, que tras la edición del mismo, sus integrantes acortan el nombre del grupo como "Connor Questa", ya que lo consideraban, menos infantil. Fue grabado y editado en el año 2013, bajo el sello independiente Pelo Music.
Este álbum, fue producido por Gabriel Pedernera, baterista de Eruca Sativa. Tras la edición del mismo, se alejaría Martin Casado e ingresaría Santiago Jhones, para reemplazarlo en el bajo. Tras firmar contrato con la grabadora independiente Pelo Music, la banda dejó el circuito underground y realizaría presentaciones en toda Argentina y en algunas ciudades del Uruguay.
Entre los éxitos que se destacan de la placa, se encuentran las canciones: «Pensar bien», «Todo lo posible», «Cliché», «Lo roto expone» y «Hoy decido que».

## Lista de canciones
- Todas las canciones compuestas por Connor Questa, excepto las que indiquen:[5]

| N.º | Título            | Escritor(es)                | Duración |  |
| 1.  | «Todo lo posible» | Bertoldi/Agostinelli/Rupolo | 03:08    |  |
| 2.  | «Pensar bien»     | Bertoldi/Agostinelli/Rupolo | 02:51    |  |
| 3.  | «Lo roto expone»  | Bertoldi/Rupolo/Agostinelli | 04:05    |  |
| 4.  | «Hoy decido que»  | Agostinelli/Bertoldi/Rupolo | 03:32    |  |
| 5.  | «De más»          | Bertoldi/Agostinelli/Rupolo | 04:13    |  |
| 6.  | «Alma y sangre»   | Bertoldi/Agostinelli/Rupolo | 03:11    |  |
| 7.  | «Cliché»          | Bertoldi/Agostinelli/Rupolo | 03:13    |  |
| 8.  | «Tantos mares»    | Bertoldi/Agostinelli/Rupolo | 03:48    |  |
| 9.  | «Fido»            | Bertoldi/Agostinelli/Rupolo | 03:06    |  |
| 10. | «Ya no hay»       | Bertoldi/Agostinelli/Rupolo | 03:09    |  |
| 11. | «FAP»             | Bertoldi/Rupolo/Agostinelli | 03:30    |  |

## Personal
- Marilina Bertoldi - voz y guitarra rítmica
- Hernán Rupolo - guitarra líder
- Santiago Jhones - bajo
- Agustín Agostinelli - batería